# Девятова, Светлана Владимировна
Светла́на Влади́мировна Девя́това (род. 10 июля 1961, Москва) — советский и российская религиовед и философ, доктор философских наук, заслуженный профессор МГУ.
В 1961 году родилась в Москве.
В 1983 году окончила философский факультет МГУ.
В 1987 году окончила аспирантуру философского факультета МГУ.
В 1987 году защитила диссертацию на соискание учёной степени кандидата философских наук по теме «Критический анализ современных теологических интерпретаций эволюции органической природы и антропогенеза». 
Работала старшим преподавателем, доцентом.
В 1993 году защитила диссертацию на соискание учёной степени доктора философских наук по теме «Современное христианство и наука».
С сентября 2000  года — на должности профессора кафедры философии и методологии науки естественнонаучных факультетов МГУ.
В 2020 году — стажировка  на кафедре философии образования философского факультета МГУ.
В 2021 году — стажировка  на факультете психологии МГУ.

## Книги
- Естествознание и современное христианство / С. В. Девятова. - Москва : О-во "Знание" РСФСР, 1990. - 44,[3] с.; 20 см. - (В помощь лектору. О-во "Знание" РСФСР, Секция пропаганды науч. атеизма).; ISBN 5-254-00022-8 : 30 к.
- Верю, чтобы знать : [Современ. христиан. теология о науке и науч.-техн. прогрессе] / С. В. Девятова. - Москва : Знание, 1992. - 62,[1] с.; 20 см. - (Подписная научно-популярная серия "Человек и общество" 3,92).; ISBN 5-07-002388-8 : Б. ц.
- Религия и наука: шаг к примирению? / С. В. Девятова. - Москва : Изд-во МГУ, 1993. - 165,[2] с.; 21 см.; ISBN 5-211-02131-2 : Б. ц.
- Современное христианство и наука : Учеб. пособие для вузов / С. В. Девятова. - Москва : Наука, 1994. - 287,[1] с.; 22 см.; ISBN 5-02-009584-2 : Беспл.
- Философия и методология науки : [пособие] / [Девятова С. В. и др.]. - Москва : ТОО "SvR-Аргус", 1994-. - 21 см. - (Программа "Обновление гуманитарного образования в России").
- Философия и методология науки : [Учеб. пособие / Ин-т "Открытое о-во"; Девятова С. В. и др.]; Под ред. В. И. Купцова. - Москва : Аспект-пресс, 1996. - 550,[1] с.; 22 см. - (Открытая книга-открытое сознание-открытое общество).; ISBN 5-7567-0062-5 (В пер.) : Б. ц.
- Развитие естествознания в контексте мировой истории : Учеб. пособие для учителей и преподавателей образоват. учреждений всех типов, учащихся и студентов общеобразоват. шк., колледжей, гимназий, лицеев, ССУЗов, вузов / С. В. Девятова, В. И. Купцов. - Оренбург : Оренб. лит. агентство, 1997. - 83 с.; 20 см.
- Развитие естествознания в контексте мировой истории : Учеб. пособие для учителей общеобразоват. учреждений / С. В. Девятова, В. И. Купцов; Междунар. независимый экол.-политол. ун-т. - Москва : Изд-во МНЭПУ, 1998. - 145 с.; 20 см.; ISBN 5-7383-0055-6
- Христианство и наука: от конфликтов к конструктивному диалогу / С.В. Девятова; Под ред. В.И. Купцова; Междунар. независимый экол.-политол. ун-т. - Москва : Изд-во МНЭПУ, 1999. - 183, [1] с.; 20 см.; ISBN 5-7383-0057-2
- Концепции естествознания : Вопр. и ответы : Учеб. пособие / С.В. Девятова, В.И. Купцов. - Москва : Изд-во МНЭПУ, 2002. - 171, [1] c.; 20 см. - (Непрерывное образование / Междунар. независимый экол.-политол. ун-т).; ISBN 5-7383-0212-5
- Путь к истине. Естествознание в контексте мировой истории / С. В. Девятова, В. И. Купцов. - Москва : III тысячелетие, 2002 (Тип. ГУП Липец. изд-во МПТР РФ). - 618, [2] с. : ил., портр.; 22 см. - (Непрерывное образование).; ISBN 5-93632-003-0 (в пер.)
- Философия : учебная программа для студентов-бакалавров факультета вычислительной математики и кибернетики МГУ имени М. В. Ломоносова / С. В. Девятова, В. П. Казарян ; Московский государственный университет имени М. В. Ломоносова. - Москва : МАКС Пресс, 2017. - 14, [1] с. : табл.; 21 см.; ISBN 978-5-317-05553-0 : 50 экз.
- Философия: учебная программа для студентов-бакалавров факультета вычислительной математики и кибернетики МГУ имени М.В. Ломоносова [Текст]. - Москва : МАКС Пресс, 2017. - 15 с. : ил.; см.; ISBN 978-5-317-05553-0
- Философия и методология науки : учебная программа для студентов интегрированной магистратуры факультета вычислительной математики и кибернетики МГУ им. М. В. Ломоносова / С. В. Девятова, В. П. Казарян ; Московский государственный университет им. М. В. Ломоносова, Философский факультет. - Москва : МАКС пресс, 2018. - 13 с.; 21 см.; ISBN 978-5-317-05752-7 : 50 экз.
- Социальные и этнические вопросы информационных технологий : учебная программа для студентов-бакалавров факультета вычислительной математики и кибернетики МГУ им. М. В. Ломоносова по специальности "Фундаментальная информатика и информационные технологии" / С. В. Девятова, В. П. Казарян ; Московский государственный университет имени М. В. Ломоносова, Философский факультет. - Москва : МАКС Пресс, 2019. - 15 с. : табл.; 21 см.; ISBN 978-5-317-06052-7 : 50 экз.
- Современная философия и методология науки : учебная программа для студентов магистратуры факультетат вычислительной математики и кибренетики МГУ им. М. В. Ломоносова / С. В. Девятова, В. П. Казарян. - Москва : Макс-Пресс, 2021. - 14, [1] с.; 21 см.; ISBN 978-5-317-06561-4
- Социальные и этические вопросы информационных технологий : учебная программа для студентов-бакалавров факультета вычислительной математики и кибернетики МГУ имени М. В. Ломоносова по специальности "Фундаментальная информатика и информационные технологии" / С. В. Девятова, В. П. Казарян ; Московский государственный университет имени М. В. Ломоносова, Факультет вычислительной математики и кибернетики. - Москва : МАКС Пресс, 2022. - 15 с. : табл.; 21 см.; ISBN 978-5-317-06736-6 : 50 экз.
- Философия и методология науки : учебная программа для студентов магистратуры факультета вычислительной математики и кибернетики МГУ имени М. В. Ломоносова / С. В. Девятова, В. П. Казарян; [Московский государственный университет имени М. В. Ломоносова]. - Москва : МАКС Пресс, 2023. - 15 с. : табл.; 21 см.
- Философия и методология науки. - Москва : МАКС Пресс, 2023.; ISBN 978-5-317-06927-8

- Основы религиоведения
  - Девятова С. В., Борунков Ю. Ф., Винокуров В. В. Мировоззренческое значение естествознания // Основы религиоведения: учебник для студентов высших учебных заведений / Ю. Ф. Борунков, М. П. Новиков, И. Н. Яблоков и др.; Под ред. И. Н. Яблокова. — М.: Высшая школа, 1994. — 368 с.
  - Девятова С. В., Борунков Ю. Ф., Винокуров В. В. Мировоззренческое значение естествознания // Основы религиоведения: учебник для студентов высших учебных заведений / Ю. Ф. Борунков, К. И. Никонов, И. Н. Яблоков и др.; Под ред. И. Н. Яблокова. — 2-е изд., перераб. и доп. — М.: Высшая школа, 1998. — 479 с. ISBN 5-06-003422-4
  - Девятова С. В., Борунков Ю. Ф., Винокуров В. В. Мировоззренческое значение естествознания // Основы религиоведения: учебник для студентов высших учебных заведений / Ю. Ф. Борунков, К. И. Никонов, И. Н. Яблоков и др.; Под ред. И. Н. Яблокова. — 3-е изд., перераб. и доп. — М. : Высшая школа, 2000. — 480 с. ISBN 5-06-003742-8
  - Девятова С. В., Борунков Ю. Ф., Винокуров В. В. Мировоззренческое значение естествознания // Основы религиоведения : учебник для студентов вузов / Ю. Ф. Борунков, И. Н. Яблоков, К. И. Никонов и др.; Под ред. И. Н. Яблокова; МГУ им. М. В. Ломоносова. — 4-е изд., перераб. и доп. — М. : Высшая школа, 2005. — 508 с. — (Классический университетский учебник)
  - Девятова С. В., Борунков Ю. Ф., Винокуров В. В. Мировоззренческое значение естествознания // Основы религиоведения: учебник для студентов высших учебных заведений / Ю. Ф. Борунков и др.; под ред. И. Н. Яблокова. — 5-е изд., перераб. и доп. — М.: Высшая школа, 2006. — 568 с.
  - Девятова С. В., Борунков Ю. Ф., Винокуров В. В. Мировоззренческое значение естествознания // Основы религиоведения: учебник для студентов высших учебных заведений / Ю. Ф. Борунков и др.; под ред. И. Н. Яблокова. — 5-е изд., перераб. и доп. — М.: Высшая школа, 2008. — 568 с. ISBN 978-5-06-005687-7